# Serniawy-Kolonia
Serniawy-Kolonia – kolonia w Polsce położona w województwie lubelskim, w powiecie chełmskim, w gminie Sawin.
W latach 1975–1998 miejscowość administracyjnie należała do województwa chełmskiego. 
Według Narodowego Spisu Powszechnego (III 2011 r.) liczyła 25 mieszkańców i była najmniejszą miejscowością gminy Sawin.